# Tortel di patate
Il tortel de patate (pl. tortei, in solandro tortàt o tortìn, in alcuni dialetti trentini maoc), è una ricetta tipica della cucina trentina che consiste in un impasto a base di patate crude grattugiate fritto nell'olio.

## Descrizione
L'impasto del tortel di patate viene preparato grattugiando più o meno grossolanamente delle patate crude solitamente pelate. Si ottiene una pasta che viene salata e a cui può eventualmente essere aggiunta della farina per asciugare e dare consistenza. L'impasto viene fritto nell'olio, a differenza della torta di patate, che pur avendo lo stesso impasto viene cotta al forno in una teglia unta con olio. In alcune varianti all'impasto vengono aggiunti anche uova, latte (per renderlo più morbido, dopo aver tolto il liquido derivante dalle patate) o lucanica fresca.
I tortei di patate vengono solitamente serviti con formaggi, salumi, carne salada e verdure (fagioli con o senza cipolla, cavolo cappuccio tritato finemente, insalata).
I tortei de patate sono un piatto molto conosciuto in Trentino-Alto Adige e in particolare nelle valli di Non e Sole, dove sono considerati il piatto più tipico della tradizione contadina.
A Sporminore, piccolo centro della bassa Val di Non, nel 1998 è stata fondata la "Confraternita della torta e del tortel da patate" che riconosce la ricetta originale composta di soli tre ingredienti: patate (tipo Kennebec), sale e olio.

## Varianti internazionali
Esistono dei patti tipici di altri paesi che si avvicinano al tortel di patate per gli ingredienti utilizzati nella preparazione dell'impasto e la cottura.

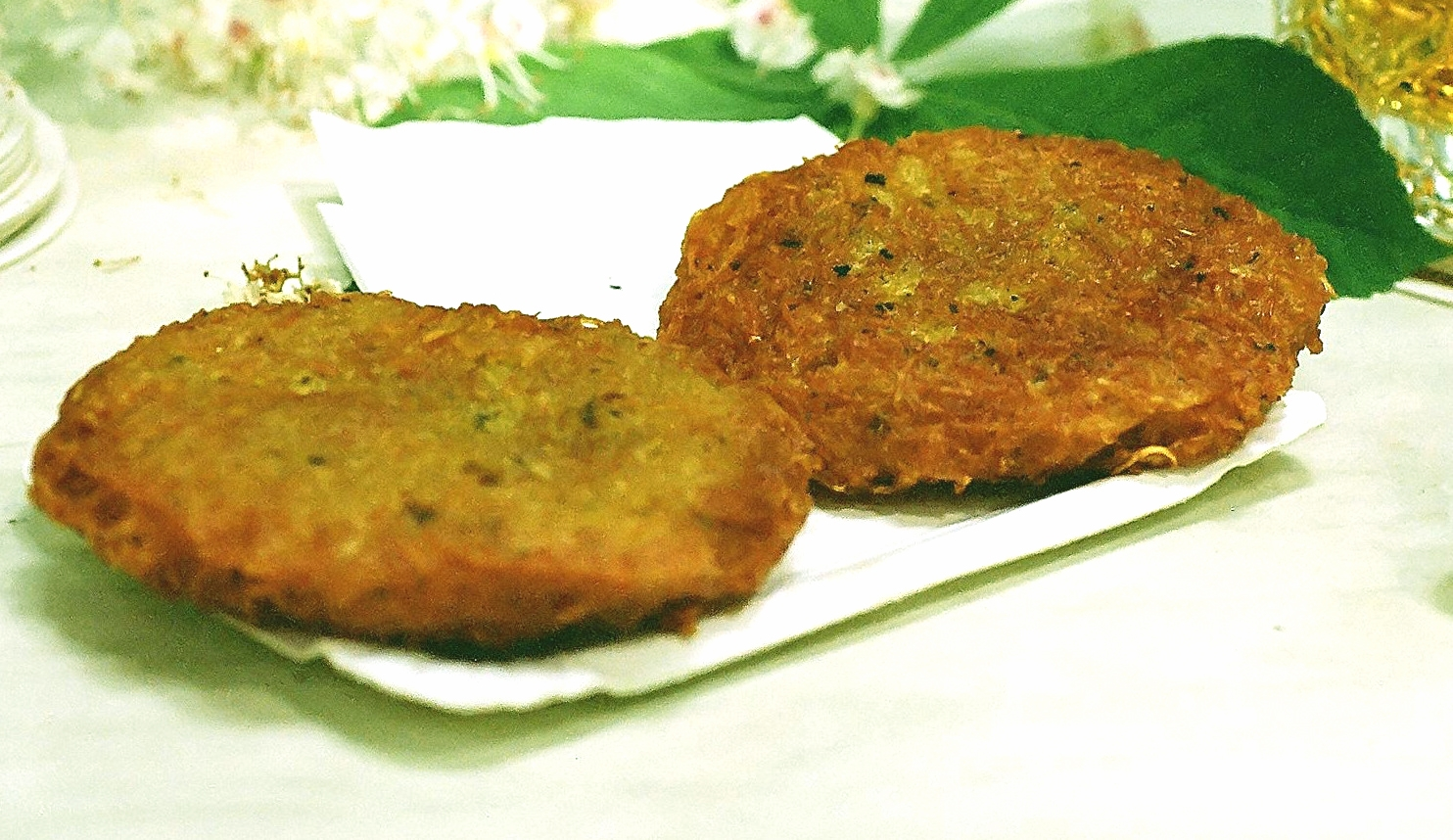
Kartoffelpuffer
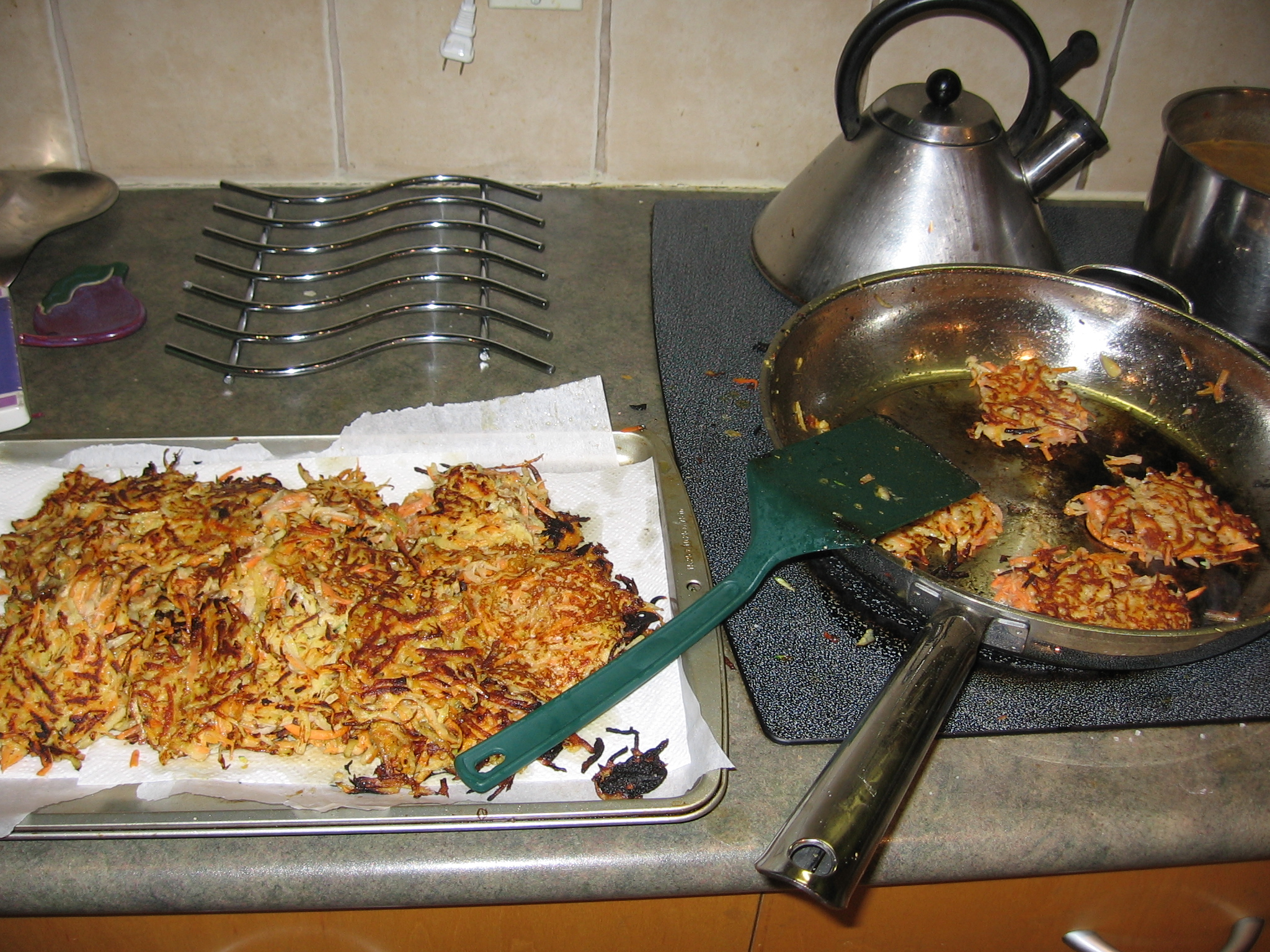
Latkes
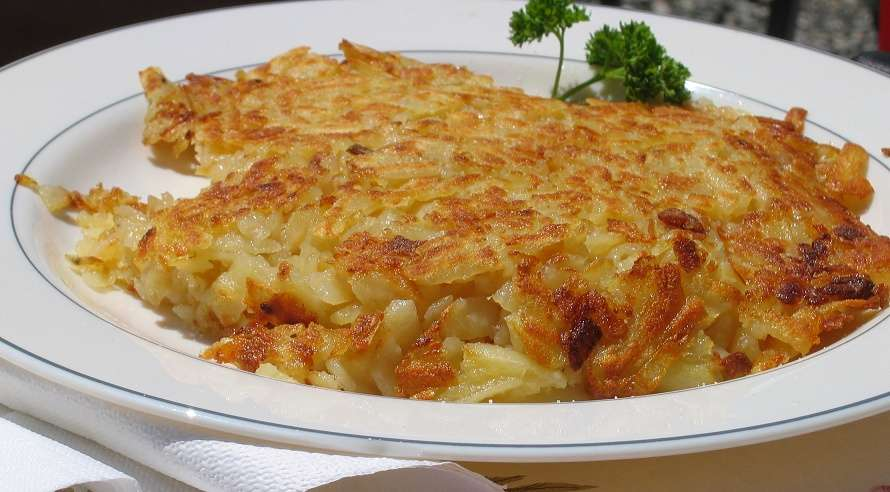
Rösti
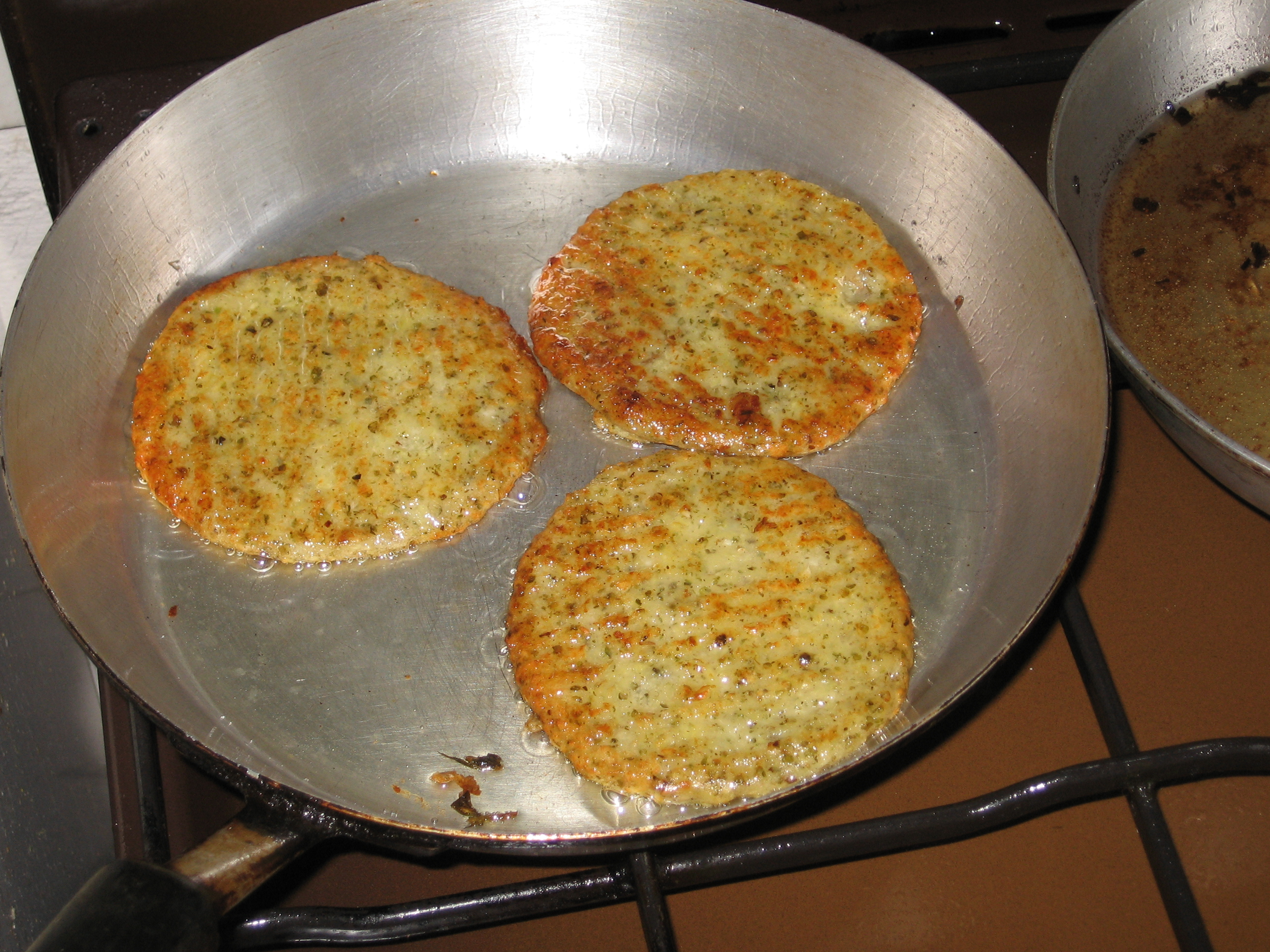
Bramboráki
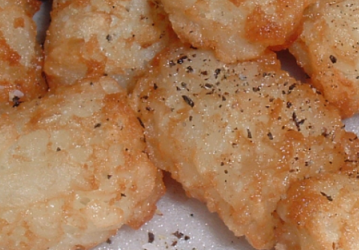
Hash brown (USA)
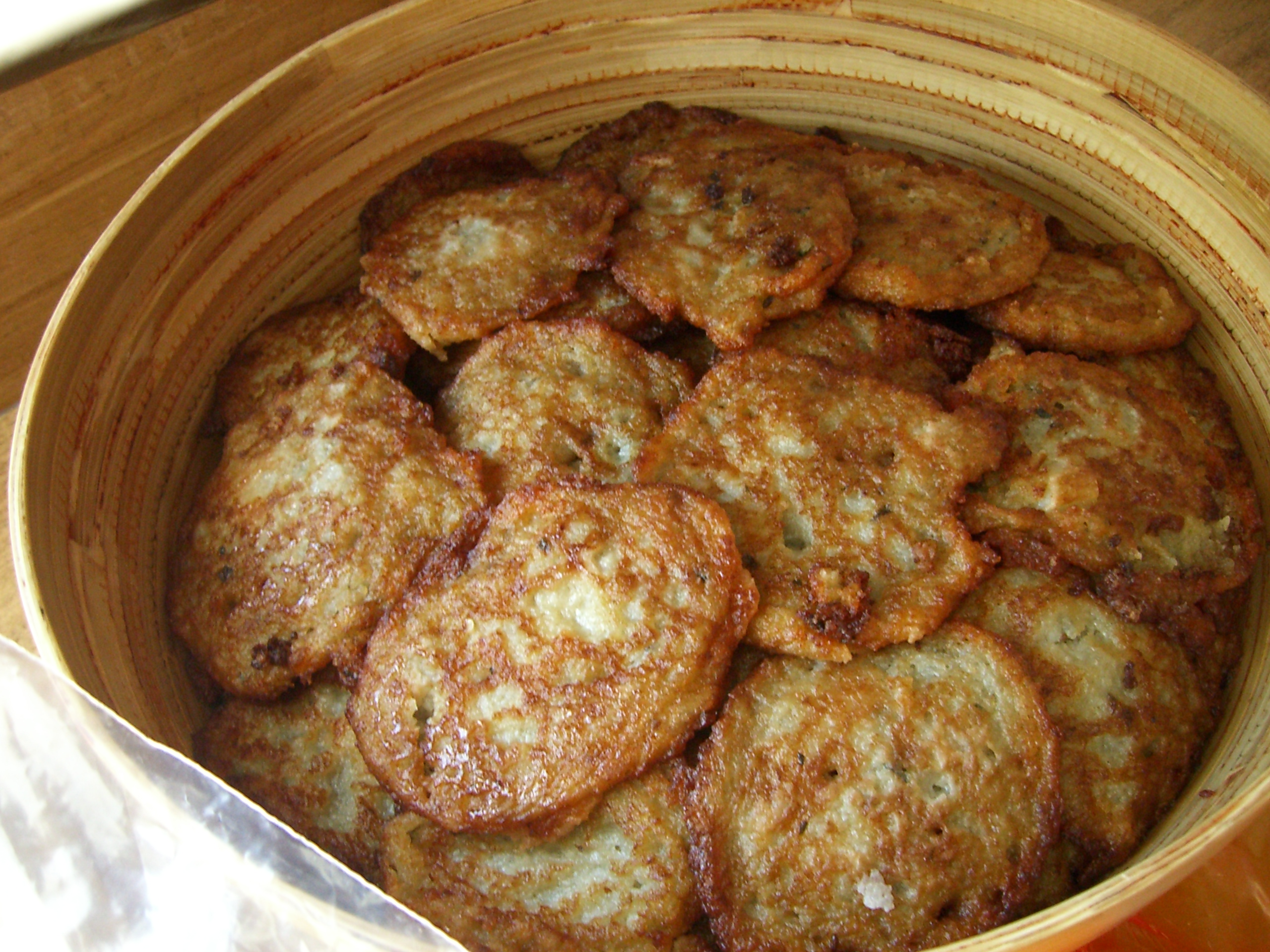
Draniki - Deruni (Деруни)